# Misha
Misha ist ein männlicher und weiblicher Vorname.

## Namensträgerinnen
- Misha Bryan (* 1992), britische Singer-Songwriterin und Rapperin
- Misha Cross (* 1989), polnische Pornodarstellerin
- Misha Defonseca (* 1937), belgische Schriftstellerin
- Misha Green (* 1984), US-amerikanische Drehbuchautorin und Fernsehproduzentin

## Namensträger
- Misha Bolourie (* 1948), deutsch-aserbaidschanischer Aktionskünstler, Maler und Lyriker
- Misha Collins (* 1974), US-amerikanischer Schauspieler und Regisseur
- Misha Ge (* 1991), usbekischer Eiskunstläufer
- Misha Gabriel Hamilton (* 1987), US-amerikanischer Schauspieler, Tänzer und Choreograph
- Misha Mengelberg (1935–2017), niederländischer Jazzpianist
- John Misha Petkevich (* 1949), US-amerikanischer Eiskunstläufer
- Misha Quint (* 1960), russischer Cellist
- Misha Schoeneberg (* 1959), deutscher Autor, Songschreiber und Sprachlehrer
- Misha Segal (* 1943), israelischer Komponist
- Misha Verollet (* 1981), britisch-deutscher Schriftsteller und Blogger
- Misha Zabludowski (* vor/nach 1900), deutscher Tischtennis-Nationalspieler